# Левел Грин (Пенсилванија)
Левел Грин (енгл. Level Green) насељено је место без административног статуса у америчкој савезној држави Пенсилванија.

## Демографија
По попису из 2010. године број становника је 4.020.
| Група             | 2000.    | 2010.         |
| Белци             | 0 (0,0%) | 3.944 (98,1%) |
| Афроамериканци    | 0 (0,0%) | 8 (0,2%)      |
| Азијати           | 0 (0,0%) | 25 (0,6%)     |
| Хиспаноамериканци | 0 (0,0%) | 24 (0,6%)     |
| Укупно            | 0        | 4.020         |